# Police Python 357
Police Python 357 (titlul original: în franceză Police Python 357) este un film polițist franco-vest german, realizat în 1976 de regizorul Alain Corneau, după romanul apărut în 1946 Le Grand Horloger, al scriitorului Kenneth Fearing, protagoniști fiind actorii Yves Montand, Simone Signoret, François Périer și Stefania Sandrelli.
Titlul filmului se referă la un model de revolver Colt Python, cu muniția de calibrul 357 Magnum.

## Conținut
Inspectorul Marc Ferrot o întâlnește pe fotografa Sylvia Leopardi. Între cei doi se naște o aventură. După câtva timp, Leopardi este găsit ucisă. Ferrot are sarcina de a rezolva cazul. Poliția crede că iubitul lui Leopardi este și ucigașul ei. Ferrot se străduiește să păstreze secretă relația dintre el și Leopardi și să-l găsească pe adevăratul criminal.

## Distribuție
- Yves Montand – inspectorul Marc Ferrot
- Simone Signoret – Thérèse Ganay
- François Périer – comisarul Ganay
- Stefania Sandrelli – Sylvia Leopardi
- Mathieu Carrière – Ménard
- Vadim Glowna – Abadie
- Claude Bertrand – comerciantul de porci
- Georges F. Dehlen – controlorul pe tren
- Gabrielle Doulcet – bătrâna cu pisici
- Serge Marquand – „roșcatul” (proprietarul barului)
- Michel Ruhl – divizionarul
- Michel Such – vânzătorul de pantofi (nemenționat)
- Alice Reichen – vânzătoarea de stilouri
- Stéphane Macha – un tâlhar mustăcios din biserică
- Roger Muni – un tâlhar blond din biserică

## Premii și nominalizări
- 1977: César pentru cel mai bun montaj pentru Marie-Josèphe Yoyotte
- 1977: Nominalizare César pentru cea mai bună muzică scrisă pentru film lui Georges Delerue